# Enoploctenus distinctus
Enoploctenus distinctus är en spindelart som först beskrevs av Lodovico di Caporiacco 1947.  Enoploctenus distinctus ingår i släktet Enoploctenus och familjen Ctenidae.
Artens utbredningsområde är Guyana. Inga underarter finns listade i Catalogue of Life.